# Đèo Mã Phục
Đèo Mã Phục là đèo trên quốc lộ 3 ở vùng giáp ranh huyện Hòa An và Quảng Hòa, tỉnh Cao Bằng, Việt Nam.

## Vị trí
Đèo Mã Phục ở ranh giới xã Nguyễn Huệ, huyện Hòa An với xã Quốc Toản, huyện Quảng Hòa, tỉnh Cao Bằng .
Hai bên quốc lộ 3 đoạn lên đèo có hai khối đá vôi, thành dựng đứng chầu vào nhau như hai con ngựa nằm phủ phục, từ đó mà có tên "Mã Phục". Đèo cao 620 m, vượt qua 7 vòng dốc để đến được đỉnh .
Trên đỉnh đèo là ngã ba Cốc Phát, nơi bắt đầu đường tỉnh 205 đi cửa khẩu Trà Lĩnh, huyện Trùng Khánh

## Văn thơ
"Bên kia đèo Mã Phục" là tập hồi ức viết về những ngày tháng tuổi thơ sống nơi núi rừng thẳm xanh của nhà báo Nguyễn Như Mai, Nhà xuất bản Kim Đồng xuất bản, Mã ISBN 9786042083379 .